# トリポリ港の戦い
トリポリ港の戦い（トリポリこうのたたかい、Battle of Tripoli Harbor）は、第一次バーバリ戦争の初期に行われたアメリカ海軍によるオスマン帝国の準独立状態の独立採算州のトリポリの拠点たる都市であるトリポリに対する海上封鎖の実施に伴って発生した戦い。
海上封鎖は、開戦時から行われていたが、特に「トリポリ港の戦い」と呼ぶ場合、1803年10月3日にアメリカ海軍のエドワード・プレブルが派遣艦隊の司令官に就任し、1804年9月10日にサミュエル・バロンと代わるまでのアメリカ海軍の活動が活発になった期間を指すことが多い。

## 背景
1801年5月14日、トリポリのパシャであったユサフ・カラマンリが在トリポリアメリカ合衆国領事館の星条旗を旗竿から切り落とすという暴挙に出たため、国旗に対する公式な侮辱であると受け取ったアメリカ合衆国との間で緊張状態になった。
このような中、6月1日、アメリカ海軍のリチャード・デイル率いるプレジデント、フィラデルフィア、エセックス及びエンタープライズからなる艦隊がジブラルタルに到着した。
6月10日、トリポリ側がアメリカ合衆国に対して開戦を通知したため、正式に戦争状態に突入した。
このとき、派遣されたアメリカ海軍の艦隊は、対するトリポリ側が、約25000名の兵員と24隻の戦闘艦を擁していることから正面攻撃を行うわけにもいかず、遠巻きにトリポリに対する海上封鎖を行い、地中海を通過するアメリカ合衆国船籍の商船の護衛を行っている。
それでも8月1日、アメリカ海軍のエンタープライズとトリポリ側のポラッカとの間で最初の戦闘が発生しており、（1801年8月1日の海戦）このときは、アメリカ海軍が一方的に攻撃してトリポリ側のポラッカを戦闘不能に陥れ、武装解除の上で解放している。

## 経過

### フィラデルフィア拿捕事件
1803年10月3日、アメリカ海軍は艦隊司令官をエドワード・プレブルに代え、コンスティチューションを旗艦とする増援艦隊を派遣した。1801年8月1日の戦闘以来、小競り合いはあったものの、大きな戦闘は発生していなかった。
プレブルは、シチリア島のシラクサに艦隊の根拠地を構え、指揮を執ることとした。
しかし、作戦行動を計画中の1803年10月31日、派遣艦隊の中核的存在であったフィラデルフィアがトリポリ側の小型艦を深追いして座礁し、干潮の時間帯と重なって離礁できなくなってトリポリ側の砲艦に拿捕され、ウィリアム・ベインブリッジ艦長以下乗組員307名がトリポリ側の捕虜になる事件が発生した。
この事態を重く見たプレブルは、捕虜になったベインブリッジからの手紙での提案もあって、拿捕されたフィラデルフィアがトリポリ側の手によって戦力化されるのを防ぐため、事前の会議でフィラデルフィアの破壊作戦への従事を志願していたスティーブン・ディケターに対してフィラデルフィアの破壊を命令した。
命令を受けたディケーターは、イントレピッドと改名したトリポリ側から拿捕したケッチ漁船に兵員を乗せ、夜間に移乗攻撃をかけてフィラデルフィアを破壊する作戦を立案し、1804年2月16日に作戦を実行した。現地の漁船に偽装し、募集した志願者76名を乗せたイントレピッドは、艦内に収容しきれなかった約10名を上甲板に乗せていたものの、トリポリ側に怪しまれることなく要塞の砲台の真下に係留されていたフィラデルフィアに接近、アメリカ海軍の完全な奇襲となったこの戦いは、フィラデルフィアの左舷にイントレピッドが強行接舷の後、水兵の斬り込み隊を送り込み、短時間の白兵戦でフィラデルフィアを制圧し、イントレピッドから持ち込んだ可燃物に放火して退却した。
なお、当時ツーロン港の海上封鎖作戦に従事していたホレーショ・ネルソンは、この作戦の成功を見て、「当代で最も大胆かつ勇敢な行為である」と賞賛している。

### イントレピッド特攻

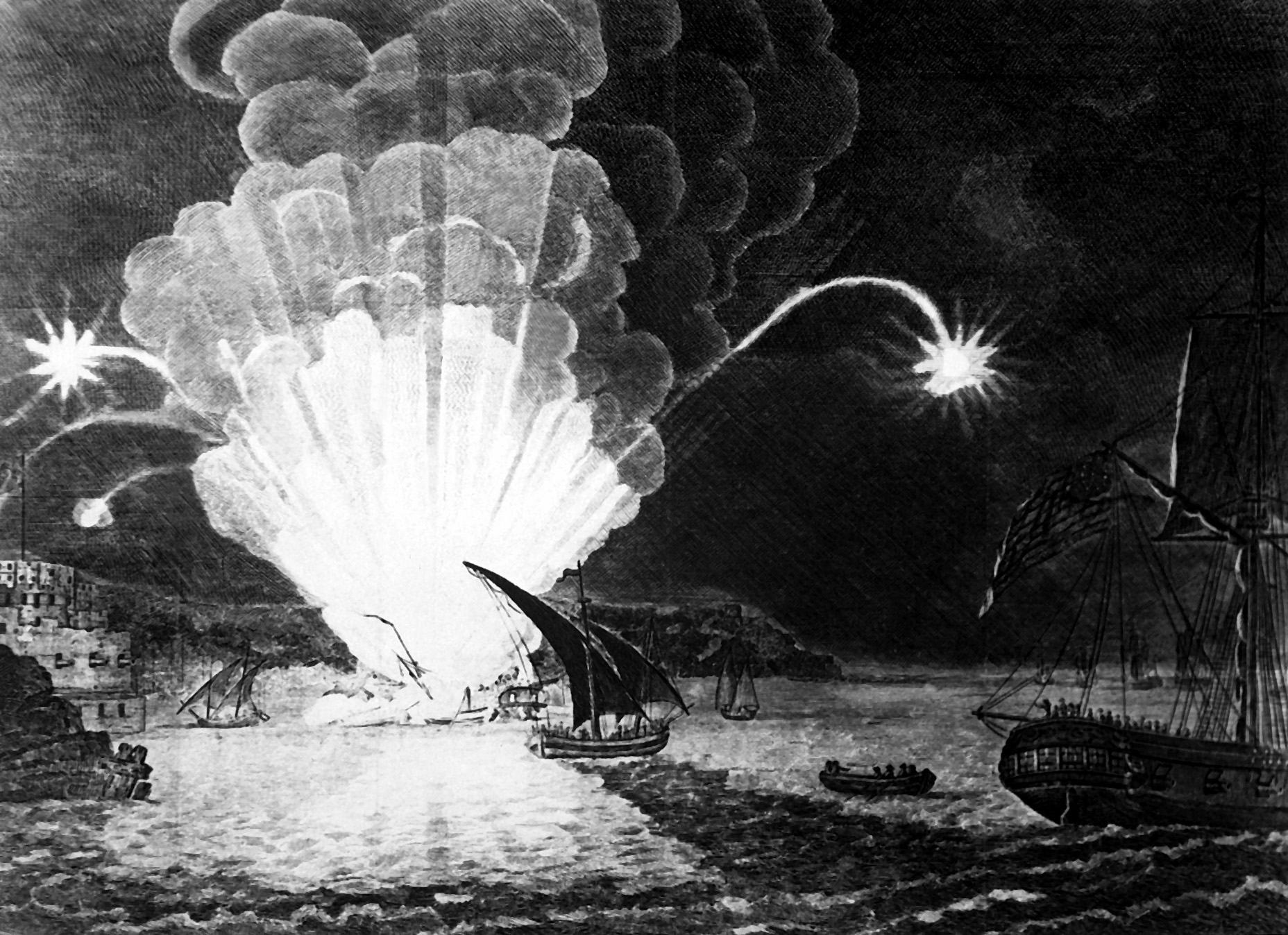
イントレピッド爆沈の図

フィラデルフィアを処分し、後顧の憂いを断ち切ったアメリカ海軍は、本格的な作戦行動を開始することになった。
フィラデルフィアの一件でトリポリ沖の浅瀬における行動が、大型艦にとって危険なことは明らかになっていたので、アメリカ海軍のプレブルは、当時のシチリア国王フェルディナンド3世に小型艦の貸与を依頼し、砲艦6隻とボムケッチ2隻を借り受けている。
このようにして戦力を整えたアメリカ海軍は、1804年8月に入ってから複数回にわたってトリポリの市街と要塞に対する艦砲射撃を試みている。特に1804年8月3日の艦砲射撃では、応戦するために出てきたトリポリ側の艦隊との海戦が発生し、トリポリ側の砲艦が撃沈されている。
しかし、陸上への効果的な砲撃ができる艦艇の絶対数が不足していたため、トリポリの市街と要塞に効果的なダメージを与えられず、この後に行われた身代金40000ドルと引き換えに捕虜となったフィラデルフィアの乗組員の解放を要求する交渉は、不調に終わっている。このとき、ユサフ・カラマンリは身代金として200000ドルを要求している。
このような状況を見たアメリカ海軍のプレブルは、次の策として、イントレピッドに大量の爆薬を載せ、決死隊の操船によってトリポリ側の泊地に侵入、爆発させて敵艦を一網打尽にする作戦を9月4日に実施したものの、フィラデルフィアの一件で警戒を厳重にしていたトリポリ側に発見され、要塞砲の攻撃によって載せていた爆薬が爆発し、艦長以下乗組員12名全員が戦死している。
その直後の1804年9月10日、サミュエル・バロン率いるアメリカ海軍の増援艦隊がシラクサに到着し、艦隊司令官がエドワード・プレブルからサミュエル・バロンに代わっている。バロンは、これまでの状況から、以前の遠巻きの海上封鎖に作戦の方針を変更している。

## 戦闘の影響
この戦いでは、アメリカ海軍が果敢にトリポリの要塞に艦砲射撃を試みたが、艦艇の絶対数が足りず、トリポリの要塞砲とトリポリ沖の浅瀬に阻まれて徹底した攻撃ができなかったため、トリポリの市街と要塞の損害は皆無であり、陸戦部隊であるアメリカ海兵隊を上陸させることもできなかった。
このような状況であったため、以前からトリポリ側の支配者階級における不和に目をつけていた、前在チュニスアメリカ合衆国領事でアメリカ陸軍のウィリアム・イートン将軍から、艦隊に同行していたアメリカ海兵隊の分遣隊を陸路で派遣してトリポリ側の根拠地を占領する作戦を提案されるに至った。この提案は実行されてダーネの戦いが発生することになる。